# كلاودينيو (لاعب كرة قدم مواليد 1980)
كلاودينهو (بالبرتغالية: Cláudio Roberto Siqueira Fernandes Filho‏) هو لاعب كرة قدم برازيلي في مركز ظهير ‏، ولد في 21 يونيو 1980 في لوندرينا في البرازيل. لعب مع أتلتيكو غويانيينسي وأتلتيكو مينيرو ونادي أيه بي سي ونادي بارانا ونادي برازيل دي بيلوتاس ونادي بوا إيسبورت ونادي غوياس.

## وصلات خارجية
- كلاودينهو (لاعب كرة قدم مواليد 1980) على موقع قاعدة بيانات كرة القدم.إي يو (الإنجليزية)